# Steganalyse
Die Steganalyse – gebildet als Kofferwort aus Steganographie und Analyse – beschäftigt sich mit der Analyse und dem Brechen steganographischer Verfahren.

## Abgrenzung zur Kryptoanalyse
Mittels Steganographie werden geheime Daten versteckt, mit Hilfe von Verschlüsselungsverfahren (die zur Kryptographie gehören) werden geheime Daten verschlüsselt. Die Kryptoanalyse von Verschlüsselungsverfahren befasst sich dementsprechend mit Methoden und Techniken, um Informationen aus verschlüsselten Texten zu gewinnen. Es ist dabei bekannt, dass verschlüsselte Informationen vorliegen.
Im Gegensatz dazu vermutet man bei der Steganalyse nur, dass in einem Trägermedium Daten verborgen sind. Daher ist zunächst nicht das Auslesen einer verborgenen Nachricht das Ziel, sondern vielmehr der Nachweis, dass überhaupt eine Nachricht vorhanden ist. Betrachtet man das Einbetten von Daten in ein Trägermedium als eine Form von Manipulation, so kann die Steganalyse als Spezialfall der Multimediaforensik aufgefasst werden.
Die Steganalyse nutzt dabei unter anderem Erkenntnisse aus der Kryptoanalyse.

## Methoden der Steganalyse
Bei der Steganalyse wird in einem Medium eine Nachricht vermutet. Die Sicherheit der Steganographie beruht darauf, dass Dritte ihre Verwendung nicht bemerken (Vertraulichkeit). Ein weiterer, aber nicht obligatorischer Punkt ist, dass ein erkannter Einsatz von Steganographie nicht automatisch zur Lesbarkeit der Nachricht führt (Geheimhaltung).
Die Steganalyse geht daher in zwei Schritten vor:
1. Herausfinden, ob in einem Medium überhaupt eine steganographische Information enthalten sein kann, und wenn dies nicht ausgeschlossen werden kann
2. Analysieren, Erkennen und Extrahieren der steganographischen Information

### Schwerpunkte
Hierbei gibt es mehrere Schwerpunkte:

#### Erkennbarkeit
Bei der Erkennbarkeit einer steganographischen Information in einem Steganogramm geht man davon aus, dass ein betrachtetes Medium keinerlei Nachricht oder steganographische Einbettung enthält (Nullhypothese). Die Alternativthese, die man nachzuweisen versucht, lautet also, dass es ein Steganogramm ist. Wie bei statistischen Tests üblich, ist das Ergebnis lediglich ein Indikator, der mit einer bestimmten Wahrscheinlichkeit aussagt, ob die Alternativhypothese zutrifft oder nicht. Trifft sie nicht zu, ist dies jedoch kein Nachweis, dass das Medium ohne geheime Information ist. Vielmehr sagt das Ergebnis dann nur aus, dass es mit dem durchgeführten Test nicht möglich war, die Anwendung von steganographischen Verfahren nachzuweisen. Es bleibt immer die Möglichkeit, dass ein anderer Test den Nachweis erbringt.
Die Erkennbarkeit ist nicht von der Kenntnis des genauen Algorithmus abhängig. In der Regel genügen eindeutig kategorisierte Trägermedien (Testsamples) in sowohl steganographisch veränderter als auch unveränderter Form, um entsprechende Tests durchzuführen.

#### Extraktion
Bei der Extraktion steganographischer Information werden Informationen aus dem Steganogramm gewonnen, die nur für den Empfänger der steganographischen Nachricht bestimmt waren. Sofern eine Extraktion möglich ist, gilt das entsprechende Verfahren als gebrochen.

## Digitale Wasserzeichen
Steganalytische Verfahren werden auch im Bereich der digitalen Wasserzeichen verwendet. Es ist dabei bekannt, dass versteckte Informationen enthalten sind. Bei dieser Variante der Steganalyse wird versucht, das digitale Wasserzeichen aus dem Medium (Bild, Video oder Audio) auszulesen, zu manipulieren oder zu löschen und dabei das Trägermedium unter Umständen ansonsten intakt zu belassen.